# 신덕린
신덕린(申德隣, 1330년 ~ 1402년)은 고려 말기의 문신·서예가·화가이다. 본관은 고령(高靈), 자는 불고(不孤). 호는 순은(醇隱). 문과에 급제하여 보문각 제학, 예의판서를 역임했으며, 이색·정몽주와도 친하게 지냈다. 고려가 망하자, 두문동에 들어갔다가 전라남도 광주로 내려가 살았으며, 벼슬을 내려도 나라를 섬길 수 없다고 사양하였다. 서예에 능하여, 특히 그의 팔분체는 ‘덕린체’라고까지 불렸으며, 당대에 이름이 높았다.